# شهر سفید باکو
شهر سفید باکو (به لاتین: Baku White City) یکی از مناطق شهری باکو، پایتخت جمهوری آذربایجان است. شهر سفید باکو ۶٫۲۱ کیلومتر مربع مساحت و ۵۰٬۰۰۰ نفر جمعیت دارد.